# 源是茂
源 是茂（みなもと の これしげ、仁和2年（886年） - 天慶4年6月10日（941年7月11日））は、平安時代前期の貴族。嵯峨源氏、大納言・源昇の子。光孝天皇の養子（第十三皇子）。官位は従三位・権中納言。

## 経歴
大納言・源昇の子であったが、光孝天皇の養子になり第十三皇子となる。
醍醐朝の延喜7年（907年）二世王並の蔭位により従四位下に直叙される。延喜10年（910年）美濃守を経て、延喜12年（912年）侍従に任ぜられる。侍従を務める傍らで、信濃権守・越前権守・讃岐権守などの地方官や右京大夫を兼帯し、延喜22年（922年）に正四位下に叙せられている。
延長5年（927年）左兵衛督に遷ると、醍醐朝末にかけて伊勢権守・紀伊権守を兼ねた。
朱雀朝の承平4年（935年）参議に任ぜられ公卿に列すと、議政官の傍らで左兵衛督・勘解由長官・左大弁を兼帯する。天慶2年（939年）大弁の功労により従三位・権中納言に叙任された。
天慶4年（941年）6月10日薨去。享年56。最終官位は中納言従三位。

## 官歴
『公卿補任』による。
- 延喜7年（907年） 正月7日：従四位上（直叙）
- 延喜10年（910年） 正月13日：美濃守
- 延喜12年（912年） 正月27日：侍従
- 延喜15年（915年） 2月25日：兼信濃権守
- 延喜16年（916年） 8月29日：兼越前権守
- 延喜21年（921年） 正月30日：兼讃岐権守
- 延喜22年（922年） 正月7日：正四位下
- 延長元年（923年） 6月22日：兼右京大夫[1]
- 延長5年（927年） 正月13日：左兵衛督
- 延長6年（928年） 正月29日：兼伊勢権守
- 延長8年（930年） 正月29日：兼紀伊権守
- 承平4年（934年） 12月21日：参議、左兵衛督如元
- 承平5年（935年） 12月17日：兼勘解由長官、左兵衛督如元
- 承平6年（936年） 正月29日：兼讃岐権守
- 承平7年（937年） 3月8日：兼左大弁、讃岐権守如元
- 天慶2年（939年） 8月27日：従三位、権中納言（大弁労）。12月27日：兼民部卿
- 天慶4年（941年） 6月10日：薨去（中納言従三位）

## 系譜
- 父：源昇
- 母：藤原門宗の娘
- 生母不詳の子女
  - 男子：源師世
  - 男子：源師之

### 二字名
嵯峨源氏は一字名が有名だが、源是茂と弟の源衆望は、二字名の嵯峨源氏である。その由来は、是茂の実父は源融の子、源昇であるが、光孝天皇の養子となったためである。衆望も光孝天皇の子、源是恒の養子となったために嵯峨源氏特有の一字名ではない。 

### 子孫
嵯峨源氏も代が重なると都での栄達の途はなく、是茂の孫の源貞清の孫の源満末は鳥羽院領神埼荘の荘官として肥前国神埼に下り、土着して武士となる。

源満末の孫（あるいは子）の源久直（蒲池久直）は筑後国の嵯峨源氏蒲池氏（前蒲池）の初代である。